# Ununennio
El Ununennio, también conocido como elemento 119 o eka-francio, es un elemento químico hipotético de símbolo Uue y número atómico 119. Es uno de los elementos más pesados teóricos de la tabla periódica, y su existencia aún no ha sido confirmada experimentalmente. 
Se espera que el ununennio pertenezca a la serie de los superactínidos y tenga propiedades similares a los elementos de esa serie. Debido a su alta masa atómica, también se espera que sea muy inestable y radioactivo, y probablemente solo exista durante una fracción de segundo antes de desintegrarse en elementos más ligeros. 
En la tabla periódica de los elementos, se espera que sea un elemento del bloque s, un metal alcalino y el primer elemento del octavo período. Es el elemento más ligero que aún no se ha sintetizado. 
Se han realizado varios intentos para sintetizar el Ununennio, principalmente mediante la fusión de núcleos de otros elementos más ligeros. Los primeros intentos se realizaron en la década de 2000 utilizando aceleradores de iones pesados en Rusia y EE. UU., pero no se observaron evidencias de la creación del elemento.

## Historia
El nombre temporal del ununennio significa uno-uno-nueve. Se intentó sintetizar en 1985 bombardeando un blanco de einstenio-254 con iones de calcio-48 en el acelerador HILAC en Berkeley, California. No se identificó ningún átomo.
{\displaystyle \,_{99}^{254}\mathrm {Es} +\,_{20}^{48}\mathrm {Ca} \to \,_{119}^{302}\mathrm {Uue} ^{*}\to \ \ sin\ resultados} 

Configuración electrónica del posible elemento 119 (Uue).

Es improbable que esta reacción sea útil para producir este elemento, debido a la difícil tarea de producir una cantidad suficiente de Es-254 para construir un blanco suficientemente grande o para aumentar la sensibilidad del experimento hasta el nivel requerido.
En 2001, un equipo de científicos en el Laboratorio Nacional Lawrence Berkeley en California, EE. UU., también sugirió que el elemento 119 podría existir y propuso el nombre «eka-francio» para el elemento. El nombre eka-francio se refiere a la posición del elemento en la tabla periódica, justo debajo del francio (elemento 87).
En 2002, el nombre «ununennio» fue propuesto como un nombre temporal para el elemento por la IUPAC (Unión Internacional de Química Pura y Aplicada) debido a que significa «uno uno nueve» en latín. En 2004, la IUPAC confirmó el nombre ununennio como el nombre oficial temporal del elemento 119.
En 2010, un equipo de científicos del Laboratorio Nacional Lawrence Livermore en California informó haber producido evidencia tentativa de la creación de átomos de Ununennio al bombardear átomos de bismuto con iones de calcio. Sin embargo, este resultado aún no ha sido confirmado por otros laboratorios. En 2018, se intentó sintetizar el elemento en el RIKEN de Japón. El Instituto Central de Investigaciones Nucleares (Rusia) planea realizar un intento en algún momento en el futuro, pero no se ha hecho pública una fecha precisa. Las pruebas teóricas y experimentales han demostrado que la síntesis del ununennio será probablemente mucho más difícil que la de los elementos anteriores.
Se espera que el ununennio sea menos reactivo que el cesio y el francio y más cercano en comportamiento al potasio o al rubidio, y aunque debería mostrar el estado de oxidación +1 característico de los metales alcalinos, también se predice que muestre los estados de oxidación +3 y +5, que son desconocidos en cualquier otro metal alcalino. 

## Propiedades previstas
Se espera que el ununennio tenga propiedades similares a otros elementos de la serie de los superactínidos, como el nobelio y el lawrencio, debido a su alta masa atómica. Debido a su alta inestabilidad, el ununennio se espera que tenga una corta vida útil y sea altamente radioactivo.
También se espera que tenga una gran energía de enlace debido a su gran número de protones y neutrones, lo que significa que la energía requerida para separar sus núcleos sería muy alta. Además, se espera que sea un sólido metálico a temperatura ambiente y tenga un punto de fusión muy alto.